# Angelina Vásquez
Angelina Vásquez (sinh năm 1950) là một nhà làm phim tài liệu người Chile đã bị lưu đày đến Phần Lan sau cuộc đảo chính Chile năm 1973 nhưng đã trở lại đóng phim một cách trắng trợn trong thời kỳ độc tài Pinochet vào đầu những năm 1980. Giống như Marilú Mallet ở Canada và Valeria Sarmiento ở Pháp, bà đáng chú ý là một trong những đạo diễn phim phụ nữ Chile đầu tiên, nổi lên vào đầu những năm 1970 nhưng sản xuất hầu hết các tác phẩm lưu vong.

## Đóng phim
- Crónica del salitre (1971)
- Dos años en Finlandia (1975)
- Así nace un desaparecido (1977)
- Gracias a la vida (o la pequeña historia de una tees maltratada) (1980)
- Presencia lejana (1982)
- Apuntes nicaragüenses (1982)
- Fragmentos de un diario inacabado (1983)
- Notas para un Recato de familia (1989)
- Empresarias de Madrid (1989)